# Jenny Maria Nilsson
Jenny Maria Nilsson, född 1969, är en svensk journalist och författare. 
Nilsson är kritiker samt krönikör i Svenska Dagbladet och har även skrivit för Helsingborgs Dagblad och Kvällsposten.
Nilsson har intresserat sig för Albert Camus' författarskap. Hon debuterade som författare i januari 2014 med boken Albert Camus: varken offer eller bödel, för vilken hon tilldelades hon Gerard Bonniers essäpris, och har medverkat med efterord till nyöversättningen 2022 av Camus L'homme révolté (Den revolterande människan) från 1951.
Nilsson har även varit aktiv i Nätverket för Evidensbaserad Policy.